# 돌사탕
돌사탕(-沙糖)은 아주 딱딱한 사탕이다. 잘 녹지 않아 10리를 걸어가며 먹을 수 있다 해서 십리사탕(十里沙糖)으로도 불린다.

## 세계의 돌사탕

### 영어권
영어권에는 고브스토퍼(영국 영어: gobstopper) 또는 조브레이커(미국 영어: jawbreaker)라 불리는 돌사탕이 있다. "고브(gob)"는 영국·아일랜드에서 "입"을 뜻하는 속어이며, "스토퍼(stopper)"는 "막는 것, 마개"라는 뜻이다. 입을 막아주는 사탕임을 일컫는다. "조(jaw)"는 "턱"을 뜻하며, "브레이커(breaker)"는 "깨트리는 것"이라는 뜻이다. 딱딱해서 깨물면 턱이 깨지는 사탕임을 뜻한다.